# Rawagempol Kulon
Rawagempol Kulon is een bestuurslaag in het regentschap Karawang van de provincie West-Java, Indonesië. Rawagempol Kulon telt 6028 inwoners (volkstelling 2010).